# William W. Brandon
William Woodward Brandon, född 5 juni 1868 i Talladega, Alabama, död 7 december 1934 i Tuscaloosa, Alabama, var en amerikansk demokratisk politiker. Han var den 37:e guvernören i Alabama 1923–1927.
Prästsonen Brandon studerade juridik vid University of Alabama och blev 1892 utnämnd till fredsdomare. Han deltog i spansk-amerikanska kriget som major i USA:s armé och tjänstgjorde som domare i Tuscaloosa County 1911–1923. Som guvernör lovade han att införa inga nya skatter och också höll sitt löfte. Han ledde Alabamas delegation på demokraternas konvent inför presidentvalet i USA 1924. Alabamadelegationens stöd för hemmasonen Oscar Underwood som hade ingen reell chans att vinna nomineringen bidrog till att dödläget fortsatte omgång efter omgång och varken William Gibbs McAdoo eller Al Smith blev nominerad. Kompromisskandidaten John W. Davis nominerades slutligen efter den 103:e omröstningen. Innan dess hade radiopubliken gång på gång fått höra Brandons röst som förklarade "Alabama casts 24 votes for Oscar W. Underwood". Brandon fick inleda omröstningen varje omgång tack vare att Alabama stod först i bokstavsordningen. År 1927 efterträddes han som guvernör av Bibb Graves som han hade besegrat i primärvalet år 1922.
I presidentvalet i USA 1928 stödde Brandon aktivt partiets kandidat Al Smith och bidrog starkt till att Smith vann i Alabama även om han förlorade själva presidentvalet mot republikanen Herbert Hoover. Katoliken Smiths seger i Alabama var inte given med tanke på att Ku Klux Klan var djupt antikatolsk och senator James Thomas Heflin gav sitt stöd åt Hoover. Enligt Heflin konspirerade den katolska kyrkan att med hjälp av Smith störta USA:s regering.